# موزه فیگور
موزه فیگور (مالایی: Muzium Tokoh) موز ه ای در جوهور بهرو، ایالت جوهور، مالزی است.

## پیشینه
ساختمان موزه در سال ۱۸۹۶، در دوران مالایای بریتانیا ساخته شد.

## نمایشگاه‌ها
موزه، پیشینه ایالت جوهور و سلطان‌نشین جوهور را به نمایش می‌گذارد. هم چنین در این موزه، به‌طور مرتب نمایشگاه‌های موقت در ارتباط با شخصیت‌های برجسته جوهور برگزار می‌گردد.